# Pjatnickoe Šosse (metropolitana di Mosca)
Pjatnickoe Šosse (in russo Пятницкое шоссе?) è una stazione della Metropolitana di Mosca situata sulla Linea Arbatsko-Pokrovskaja, è stata inaugurata il 28 dicembre 2012.